# Andreas Treske
Andreas Treske (* 26. Dezember 1957 in Altenburg) ist ein ehemaliger deutscher Fußballspieler. In der höchsten Spielklasse des DDR-Fußballs, der Oberliga, spielte er für den 1. FC Lokomotive Leipzig.

## Sportliche Laufbahn

### Gemeinschafts- und Clubstationen
1971 wurde der 13-jährige Andreas Treske von der Betriebssportgemeinschaft (BSG) Einheit Frohburg zum Talenteschwerpunkt im Bezirk Leipzig, dem 1. FC Lokomotive Leipzig, delegiert. Ab 1973 spielte er für den 1. FC Lok in der Juniorenoberliga, in der als Abwehr- und Mittelfeldspieler eingesetzt wurde. 1974 und 1976 wurde Treske mit der Juniorenmannschaft DDR-Meister. Von der Saison 1976/77 bis 1982/83 gehörte er zum Leipziger Aufgebot in der Nachwuchsoberliga, fehlte dort aber zwischen 1979 und 1981. 
Kurz nach dem Ausscheiden aus dem Juniorenbereich bestritt Treske beim 1. FC Lok seine ersten Spiele in der DDR-Oberliga. Bei seinem Einstand am 3. Spieltag der Saison 1976/77 wurde er beim 3:3-Heimremis gegen den 1. FC Magdeburg in der 51. Minute für den Abwehrspieler Gunter Sekora eingewechselt. In den Spielzeiten 1977/78 bis 1979/80 erhielt er keine Einsatzchancen im Erstligateam. Bis zur Saison 1982/83 war Treske in der Oberligamannschaft nur Ergänzungsspieler. In drei Spielzeiten kam er nur auf insgesamt dreizehn Einsätze. Am 24. Spieltag der Saison 1982/83 erzielte er als Vorstopper bei der Begegnung 1. FC Lok – 1. FC Union Berlin (4:0) sein einziges Oberligator.
Erst in den Spielzeiten 1983/84 und 1984/85 gelang ihm bei jeweils 26 Punktspielen mit 18 bzw. 26 Einsätzen der Sprung in die Stammelf des 1. FC Lok. Seine letzte Oberligasaison spielte Treske 1985/86. Er wurde nur noch in sieben Spielen der Hinrunde aufgeboten, anschließend wurde er in die drittklassige Bezirksligamannschaft 1. FC Lok Leipzig II versetzt. Mit ihr wurde er am Saisonende Bezirksmeister, die Mannschaft scheiterte aber in den Aufstiegsspielen zur DDR-Liga. Neben seinen 71 Oberligaspielen kam Treske zwischen 1982 und 1985 für den 1. FC Lok in 13 von 16 Europapokalspielen zum Einsatz. Zu seinen Höhepunkten gehörten die UEFA-Pokal-Spiele gegen Werder Bremen und Sturm Graz (1983) sowie gegen den AC Mailand (1985).
Zur Saison 1986/87 wechselte Andreas Treske zum Ortsrivalen und DDR-Ligisten BSG Chemie Leipzig. Dort bestritt er als linker Verteidiger elf der fünfzehn Hinrundenspiele. In der Rückrunde wechselte er zum DDR-Ligisten Chemie Böhlen. Dort blieb er bis 1989 und absolvierte als Libero 54 von 95 ausgetragenen Ligaspielen und erzielte ein Tor. Seine letzte Station im höherklassigen Fußball war die TSG Markkleeberg. Dort spielte er weiter in der DDR-Liga und nun wieder auf der linken Abwehrseite. Er verpasste 1989/90 nur vier der 30 Punktspiele und kam 1990/91 auf 22 von 30 möglichen Einsätzen. Anschließend wurden viele Mannschaften der DDR-Liga wendebedingt in die drittklassige NOFV-Amateur-Oberliga überführt.

### Auswahleinsätze
Anfang 1975 wurde Andreas Treske als 17-Jähriger in den Kader der DDR-Juniorennationalelf berufen. Bereits am 21. Februar kam er als Abwehrspieler in der Begegnung Tschechoslowakei gegen DDR (1:2) zu seinem ersten U-18-Länderspiel. Nachdem er in dr folgenden Partie noch aussetzte, absolvierte er anschließend ohne Unterbrechung 22 weitere Länderspiele. In der Begegnung DDR gegen Rumänien (2:1) am 27. April 1975 erzielte er sein einziges Tor für diese Auswahl. Er bestritt die beiden Qualifikationsspiele gegen Jugoslawien zum UEFA-Juniorenturnier, mit denen sich die DDR mit zwei 2:0-Siegen die Turnierteilnahme sicherte.
Treske nahm danach an den drei Vorrundenspielen in der Schweiz teil, bei denen die DDR nach der 1:3-Niederlage gegen die bundesdeutsche Mannschaft sowie einem Sieg gegen die Sowjetunion (1:0) und dem 1:1 gegen Finnland frühzeitig aus dem Turnier ausschied. Im Juli 1975 nahm Treske auch an Jugendwettkämpfen der Freundschaft in Nordkorea teil. Auch dort wurde er in allen vier Spielen eingesetzt, nach denen die DDR-Mannschaft unter acht Teilnehmern den fünften Platz erreichte. Gegen Ende seiner Nationalmannschaftskarriere bestritt Treske noch die beiden Qualifikationsspiele für das UEFA-Turnier 1976, bei denen nach einem 1:1 und 0:2 gegen die Sowjetunion die Endrundenteilnahme erstmals seit 1972 verpasst wurde.